# She's Madonna
She's Madonna is de derde single van het album Rudebox van Robbie Williams. Het nummer is geschreven door Chris Lowe, Neil Tennant en Robbie Williams. Bij het maken van dit nummer werkte Robbie Williams opnieuw samen met de Pet Shop Boys.

## Algemeen
Het is een liefdeslied waarvan de tekst gebaseerd is op een gesprek van Robbie Williams met Tania Strecker, de ex-vriendin van Guy Ritchie, de man van de zangeres Madonna (inmiddels haar ex-man). Hierin vertelde zij aan Robbie dat Guy haar voor Madonna gedumpt heeft met de letterlijke tekst: "I love you baby, but face it, she's Madonna!"
She's Madonna schopte het tot alarmschijf bij Radio 538 en klom daarna op tot de nummer 2-positie in zowel de Nederlandse Top 40 als de Mega Top 50.
Het nummer is niet de eerste samenwerking tussen Robbie Williams en de Pet Shop Boys. Op een cd met covers van Noël Coward zong Williams het nummer There Are Bad Times Just Around The Corner, geproduceerd door de Pet Shop Boys. Neil Tennant verzorgde achtergrondzang op de single No Regrets van Robbie Williams, die op zijn beurt weer een Pet Shop Boys-nummer coverde: I Wouldn't Normally Do This Kind Of Thing. Williams zong in 2006 het nummer ' Jealousy tijdens een Pet Shop Boys-concert voor de albumopnamen van "Concrete" en verder staat op zijn album Rudebox nog een samenwerking tussen beiden: We're The Pet Shop Boys

## Videoclip
De videoclip bij het nummer is in Los Angeles opgenomen. Hierin is te zien hoe Williams werkt als professionele travestiet in een nachtclub en hoe hij optreedt in een wit pak voor een publiek dat eveneens bestaat uit travestieten.

## Uitgaven

### Cd-single
1. She's Madonna
2. Never Touch That Switch (Switch Remix)

### Cd-maxi
1. She's Madonna (album version)
2. She's Madonna (Chris Lake Remix)
3. She's Madonna (Kris Menace Vocal Re-Interpretation)
4. She's Madonna (Kris Menace Dub)

### Dvd-single
1. She's Madonna (video)
2. Never Touch That Switch (Nightmoves' Liars Club Remix)
3. Never Touch That Switch (Dark Horse Dub Mix)
4. Video Clip
5. Photo Gallery

### Overig
Er zijn verschillende promo's uitgebracht met remixen. Daarnaast is ter promotie een Radio Edit- en Instrumental-versie van She's Madonna uitgebracht. Kort nadat de single op cd was uitgekomen, verscheen op internet ook nog de Dark Horse-remix van She's Madonna, beschikbaar als download.

## Hitnoteringen

### Nederlandse Top 40
| Hitnotering: 24-02-2007 t/m 19-05-2007 | Hitnotering: 24-02-2007 t/m 19-05-2007 | Hitnotering: 24-02-2007 t/m 19-05-2007 | Hitnotering: 24-02-2007 t/m 19-05-2007 | Hitnotering: 24-02-2007 t/m 19-05-2007 | Hitnotering: 24-02-2007 t/m 19-05-2007 | Hitnotering: 24-02-2007 t/m 19-05-2007 | Hitnotering: 24-02-2007 t/m 19-05-2007 | Hitnotering: 24-02-2007 t/m 19-05-2007 | Hitnotering: 24-02-2007 t/m 19-05-2007 | Hitnotering: 24-02-2007 t/m 19-05-2007 | Hitnotering: 24-02-2007 t/m 19-05-2007 | Hitnotering: 24-02-2007 t/m 19-05-2007 | Hitnotering: 24-02-2007 t/m 19-05-2007 | Hitnotering: 24-02-2007 t/m 19-05-2007 |
| Week                                   | 1                                      | 2                                      | 3                                      | 4                                      | 5                                      | 6                                      | 7                                      | 8                                      | 9                                      | 10                                     | 11                                     | 12                                     | 13                                     |                                        |
| -------------------------------------- | -------------------------------------- | -------------------------------------- | -------------------------------------- | -------------------------------------- | -------------------------------------- | -------------------------------------- | -------------------------------------- | -------------------------------------- | -------------------------------------- | -------------------------------------- | -------------------------------------- | -------------------------------------- | -------------------------------------- | -------------------------------------- |
| Nummer                                 | 36                                     | 10                                     | 2                                      | 2                                      | 4                                      | 4                                      | 5                                      | 9                                      | 11                                     | 18                                     | 28                                     | 33                                     | 40                                     | uit                                    |

### NPO Radio 2 Top 2000
She's Madonna stond alleen in 2007 in de NPO Radio 2 Top 2000, op plek 1279.

## Trivia
- Op de verschillende uitgaven staan de schrijvers van de nummers onjuist vermeld. Zo staat op de dvd-single: She's Madonna written by R. Williams/C. Tennant/C. Lowe. Op de cd-maxi staat She's Madonna written by R. Williams/N. Tenant/C. Lowe. De juiste schrijfwijze had moeten zijn R. Williams/N. Tennant/C. Lowe.